# Kościół św. Franciszka z Asyżu w Cieniawie
Kościół św. Franciszka z Asyżu w Cieniawie – kościół parafialny (parafii Cieniawa) znajdujący się w województwie małopolskim, w powiecie nowosądeckim (gmina Grybów).

## Historia
Od początku istnienia Cieniawa należała do parafii w Mystkowie. Bp pomocniczy z Tarnowa Józef Gucwa w 1980 r. po przeprowadzonej wizytacji nakazał w Cieniawie odprawiać w każdą niedzielę mszę św., najpierw w domu prywatnym, następnie jesienią tego roku urządzono kaplicę w dawnym domu nauczyciela. 1 września 1981 r. bp tarnowski Jerzy Ablewicz powołuje do istnienia parafię w Cieniawie pw. św. Franciszka z Asyżu co wiązało się z koniecznością budowy kościoła parafialnego.
Budowę kościoła rozpoczęto 27 maja 1982 r., kamień węgielny dla kościoła poświęcił bp Ablewicz, 2 października 1982 r. a już 25 grudnia 1982 r. oddano do użytku dolną część kościoła (rezygnując wówczas z korzystania z kaplicy). 27 października 1985 tj. po ok. trzech latach budowy bp Jerzy Ablewicz dokonuje poświęcenia świątyni. Kościół w Cieniawie stojący na wysokości 535 m n.p.m. został konsekrowany przez ówczesnego bpa tarnowskiego Józefa Życińskiego 29 września 1996 r.

## Architektura i wyposażenie
Kościół parafialny, dzwonnicę, plebanię i cmentarz z kaplicą zaprojektował mgr inż. Jan Okowiński z Nowego Sącza a robotami kierował inż. Kazimierz Kogut. Kościół ma 33 metry długości, 15 m. szerokości (a kaplice 21 m.). Wysokość kościoła do szczytu krzyża to 35 m. Powierzchnia kościoła to ok. 496 m².
We wnętrzu kościoła ołtarz główny z wyrzeźbionym motywem roślinnym i figurą św. Franciszka z Asyżu (patrona parafii, kościoła) dzieła Augustyna Pogwizda i Wiesława Szyszka. Tabernakulum z pół szlachetnych materiałów wykonali Kazimierz Kruczek i Czesław Gaborek z Cieniawy.  Kamienne kropielnice wykonano w 1985 r. a stacje drogi krzyżowej z 1986 r. zaprojektował Damian L. z Grybowa. Kamienną chrzcielnicę zaprojektował Ryszard Ogorzałek z Cieniawy natomiast witraże do kościoła zaprojektował Bolesław Szpecht a wykonała je Pracownia Witraży Anny i Ireneusza Zarzyckich z Krakowa. 15 grudnia 2019 r. została poświęcona przez bpa Stanisława Salaterskiego polichromia wykonana (od dwóch lat) przez grupę artystów Przemienienie z Tarnopola na Ukrainie. Autorem koncepcji polichromii jest miejscowy proboszcz ks. dr Wacław Barnaś. Polichromia w głównej mierze poświęcona jest patronowi – św. Franciszkowi z Asyżu. Na ścianie nad ołtarzem głównym przedstawiony jest Jezus Chrystus Najwyższy Kapłan oraz adorujący go święci, błogosławieni i kandydaci na ołtarze, m.in.: św. Franciszek, św. Stanisław Papczyński z Podegrodzia, bł. Karolina z Wał Rudy, rodzina Ulmów i Stefania Łącka. W polichromii przedstawieni są także czterej ewangeliści. Kościół i otoczenie jest systematyczne konserwowane (i upiększane), między inny w ostatni latach wykonano termomodernizacją obiektów parafialnych, wymieniono dach świątyni i położono nową posadzkę granitową.

### Otoczenie kościoła
Obok kościoła znajduje się dzwonnica (z 1989) poświęcona wraz z dzwonami 9 września 1990 przez bpa Józefa Gucwę. W dzwonnicy znajdują się trzy dzwony, nazwane: Franciszek (230 kg), Józef (450 kg), oraz Maria (650 kg), odlane w ludwisarni Felczyńskiego w Przemyślu. Nieopodal kościoła umiejscowiony jest cmentarz parafialny z kaplicę cmentarną poświęconą w 2000 r. przez bpa Jana Styrnę.